# Кшижанувка
Кшижанувка (пол. Krzyżanówka) — село в Польщі, у гміні Сенно Ліпського повіту Мазовецького воєводства.
Населення — 283 особи (2011).
У 1975-1998 роках село належало до Радомського воєводства.

## Демографія
Демографічна структура станом на 31 березня 2011 року:
|          | Загалом | Допрацездатний вік | Працездатний вік | Постпрацездатний вік |
| -------- | ------- | ------------------ | ---------------- | -------------------- |
| Чоловіки | 144     | 19                 | 112              | 13                   |
| Жінки    | 139     | 22                 | 74               | 43                   |
| Разом    | 283     | 41                 | 186              | 56                   |